# Юнацька збірна Кенії з футболу (U-17)
Юнацька збі́рна Кенії з футбо́лу — команда, яка складається з гравців віком до 17 років і представляє Кенію на юнацькому чемпіонаті світу та юнацькому чемпіонаті Африки. Керівна організація — Кенійська федерація футболу.
Команда жодного разу не подолала кваліфікацію на юнацький чемпіонат Африки.

## Статистика

### Юнацький чемпіонат Африки
- 1995 —2019 — Не кваліфікувались